# Journée Découverte Entreprises de Bruxelles
 (avril 2021).
Si vous disposez d'ouvrages ou d'articles de référence ou si vous connaissez des sites web de qualité traitant du thème abordé ici, merci de compléter l'article en donnant les références utiles à sa vérifiabilité et en les liant à la section « Notes et références ».
La Journée Découverte Entreprises de Bruxelles qui se déroule chaque année depuis 9 ans à Bruxelles et accueille plusieurs milliers de visiteurs, a pour but de promouvoir les entreprises. 
L'objectif poursuivi par cette journée est double :
- D'une part contribuer à la découverte des entreprises par les Bruxellois, en communiquant vers un public de particuliers et de professionnels sur les possibilités qu'elles offrent aujourd'hui et en permettant à ses acteurs de se rencontrer ;
- d'augmenter la notoriété des produits locaux et de les faire connaître aux clients potentiels.